# Thomas Nevile
Thomas Nevile (mort en 1615) est un pasteur et universitaire anglais qui est doyen de Peterborough (1591-1597) et Doyen de Cantorbéry (1597-1615), maître du Magdalene College, Cambridge (1582-1593) et maître du Trinity College, Cambridge (1593-1615).

## Origines

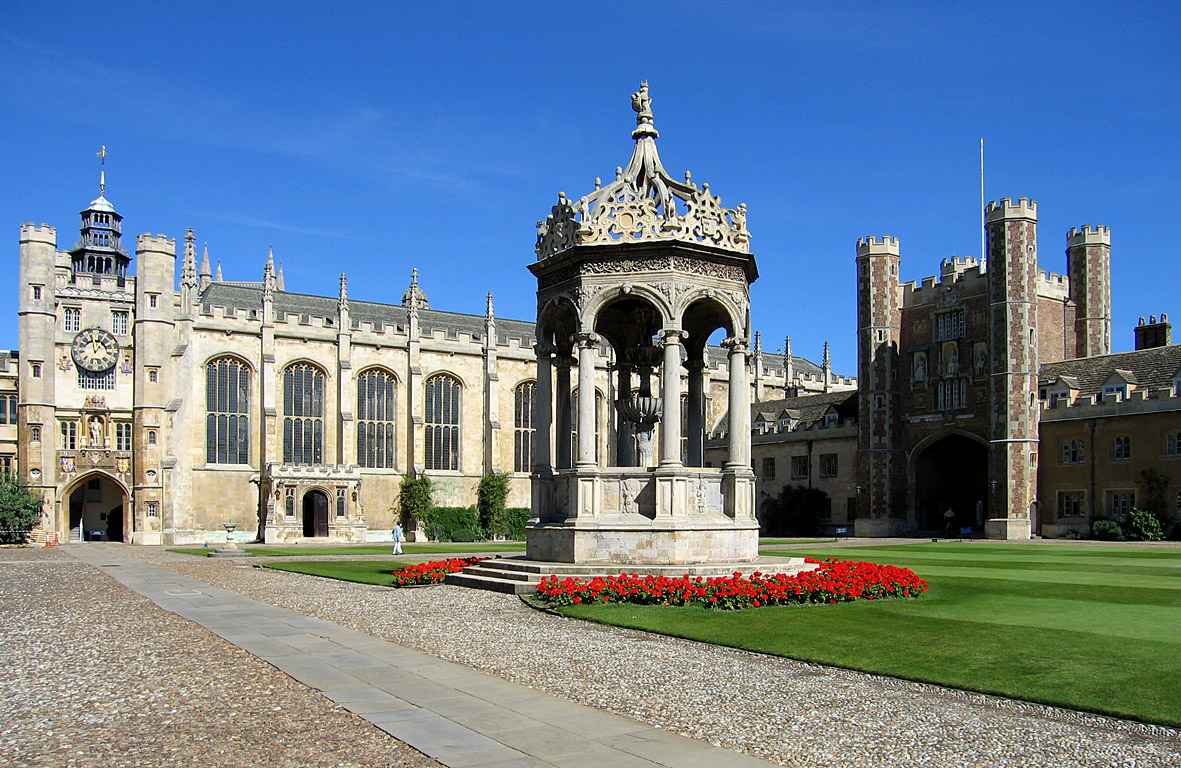
Trinity Great Court remodelé par Nevile

Il est né à Canterbury, fils de Richard Neville de South Leverton, dans le Nottinghamshire (qui déménage à Canterbury à sa retraite), fils d'Alexander Neville, Escheator de Nottinghamshire et Derbyshire en 1519–20. Sa mère est Anne Mantell, une fille de Sir Walter Mantell de Nether Heyford, Northamptonshire. Son frère est le savant Alexander Neville (1544-1614). Il porte les mêmes armes que l'éminente et ancienne famille Neville, comtes de Westmorland. Les origines de la famille Neville de South Leverton ne sont pas claires, mais l'un des premiers ancêtres est Thomas Neville, Recorder de Nottingham et député de Nottingham en 1472.

## Carrière
Il vient à l'origine à Cambridge pour étudier à Collège de Pembroke. Au cours d'une longue carrière, il occupe une succession de postes ecclésiastiques prestigieux, dont le doyenné de Peterborough et de Canterbury, ce qui lui permet de se constituer une richesse personnelle substantielle. À Cambridge, sa popularité à la Cour de la reine Elizabeth lui vaut un succès similaire, à la fois en tant que maître du Magdalene College et en tant que vice-chancelier de l'université en 1588. Puis, en février 1593, Elizabeth le nomme pour succéder à John Still (en) à la maîtrise de Trinity, et c'est pour sa maîtrise de Trinity qu'on se souvient le mieux de lui.
Le collège dont il hérite n'est guère plus que des bâtiments des collèges qui se sont unis pour former Trinity, et il se met à utiliser à la fois sa richesse personnelle et son influence pour créer un cadre sans égal dans l'Angleterre universitaire. Pour citer Trevelyan, "Si Henri VIII a fondé Trinity, Nevile l'a construit".

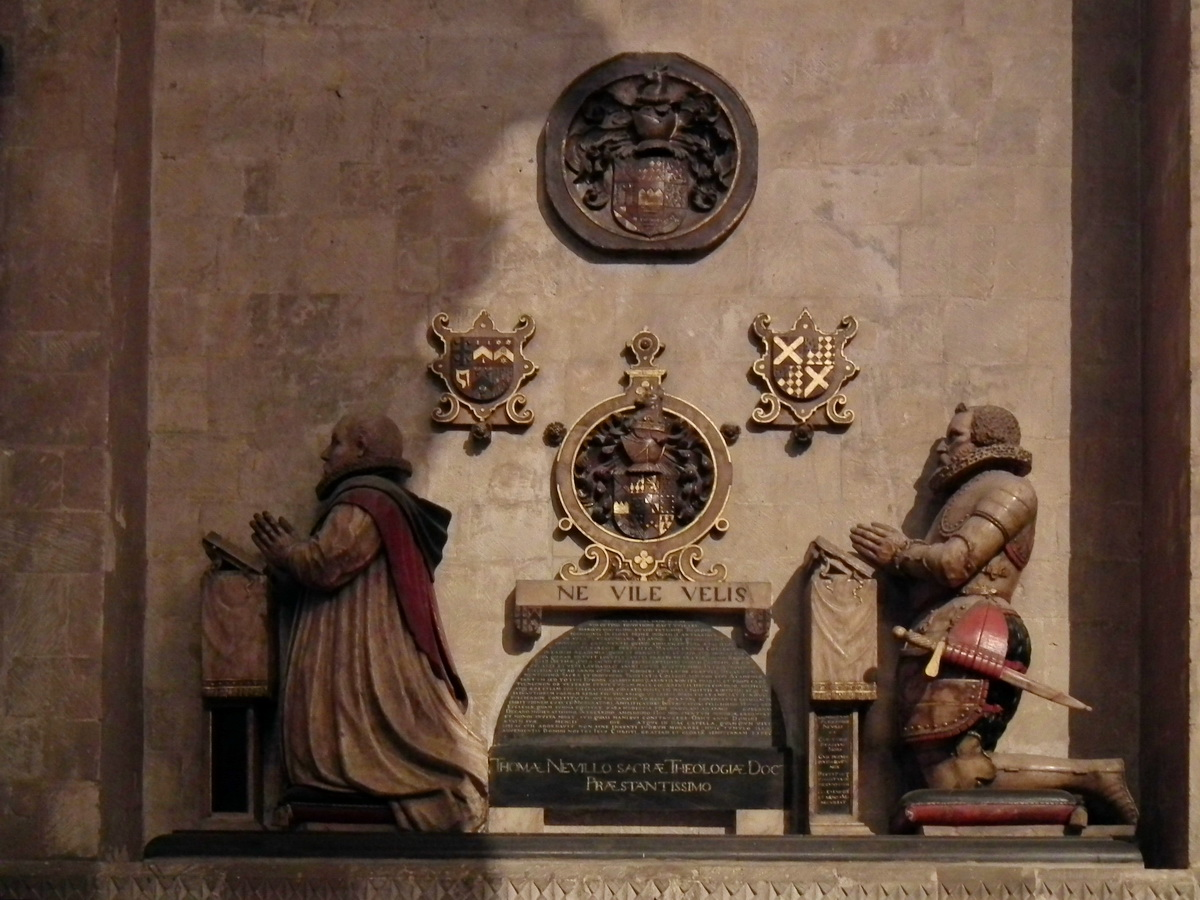
Monument aux effigies agenouillées de Thomas Nevile et de son frère Alexander Nevile, dans la Cathédrale de Canterbury

Au cours de la décennie suivante, il rase un certain nombre de bâtiments existants pour dégager l'espace pour la zone maintenant connue sous le nom de Great Court. Cela comprend le déplacement de Great Gate, la porte d'entrée du collège, à 20 mètres à l'est, brique par brique, et aboutit à l'une des plus grandes cours fermées d'Europe.
Au cours de ses dernières années, il construit une cour supplémentaire, Nevile's Court, qu'il finance entièrement.
Un monument montrant deux effigies agenouillées représentant Thomas et son frère Alexandre subsiste dans la cathédrale de Canterbury.